# Léopold Survage

Amedeo Modigliani: Porträt von Léopold Survage, Öl auf Leinwand, 1918

Léopold Frédéric Léopoldowitsch Survage, eigentlich Leopold Friedrich Sturzwage (* 31. März 1879 in Lappeenranta (Finnland); † 3. Juni 1968 in Paris) war ein französischer Maler des Kubismus finnisch/russischer Herkunft.

## Leben
Léopold Survage, Sohn eines Pianobauers, studierte ab 1901 an der Kunstakademie in Moskau. 1906 zeigte er seine Arbeiten anlässlich des «Pariser Herbstsalons» erstmals im westlichen Ausland. Im Juli 1908 siedelte er zusammen mit Hélène Moniuschko, seiner späteren Ehefrau, nach Paris über, wo er sich den Künstlern des Montparnasse anschloss. Innerhalb kürzester Zeit machte er Bekanntschaft mit den bekanntesten Künstlern der Stadt, unter anderem Georges Braque, Tsuguharu Foujita, Fernand Léger, Jean Cocteau, Juan Gris, Chaim Soutine, Moise Kisling, Amedeo Modigliani und Pablo Picasso. Mit Henri Matisse verband ihn bald eine enge Freundschaft und beeinflusste in seinen späteren Werken (Komposition mit Fischen, 1917).
Survage schloss sich der 1912 gegründeten Künstlervereinigung Section d’Or an, deren bekannteste Mitglieder István Beöthy, Marcel Duchamp, Albert Gleizes, Juan Gris, Francis Picabia, Jacques Villon und Alexander Archipenko waren. In den folgenden Jahren stellte Survage bei den Société des Artistes Indépendants, im Salon d’Automne und im Salon des Tuileries aus. Angeregt durch Bewegungsdarstellungen des Films versuchte Survage zwischen 1912/1913 in abstrakten Farbkompositionen, musikalische, zeitliche Elemente zum Ausdruck zu bringen (Rythmes colorés bei der Gaumont Film Company).
Die stete Suche nach neuen Ausdrucksmitteln führte Léopold Survage zu Gobelins, Tapisserien, Buchillustrationen, Bühnen- und Kostümdesign für Ballets Russes (Mavra, 1922) und Textil-Designs für das Haus Chanel. In den letzten Jahren nahm das Interesse an seinen Arbeiten stetig zu und auf Kunstauktionen bei Sotheby’s und Christie’s erzielen sie hohe Preise.

## Auszeichnungen
- 1963 Officier de la Légion d'honneur
- 1931 Chevalier de la Légion d'honneur
- 1927 französische Staatsbürgerschaft

## Ausstellungen
- 1968: Musée des beaux-arts, Lyon
- 1930: Museum of Modern Art, New York City
- 1929: Knoedler Gallery, New York City
- 1914: Salon des Indépendants, Paris
- 1913: Salon d'Automne, Paris

## Sammelausstellungen
- Musée national d'art moderne Georges Pompidou, Paris
- Bezalel Museum, Jerusalem
- Tretyakov Gallery, Moskau
- Musée des beaux-arts, Lyon
- Musée du Petit Palais, Genf
- Musée national d'art moderne, Paris
- San Francisco Museum of Modern Art
- Museum of Modern Art, New York City
- National Museum of Arts, Moskau
- National Museum, Athen